# Ľubovniansky skanzen
Ľuboveňský skanzen (slovensky Ľubovniansky skanzen) je národopisná expozice v přírodě ve Staré Ľubovni, která představuje kulturní hodnoty etnicky smíšeného regionu severovýchodní Spiše a severozápadního Šariše, kde po staletí vedle sebe žili Slováci, Němci, Rusíni, Goralé a Židé. Svým charakterem představuje jedinečnou různorodost života v této oblasti. Součástí expozice je 32 obytných a hospodářských staveb a řeckokatolický dřevěný chrám svatého Michaela archanděla z Matysové z roku 1833.

## Galerie

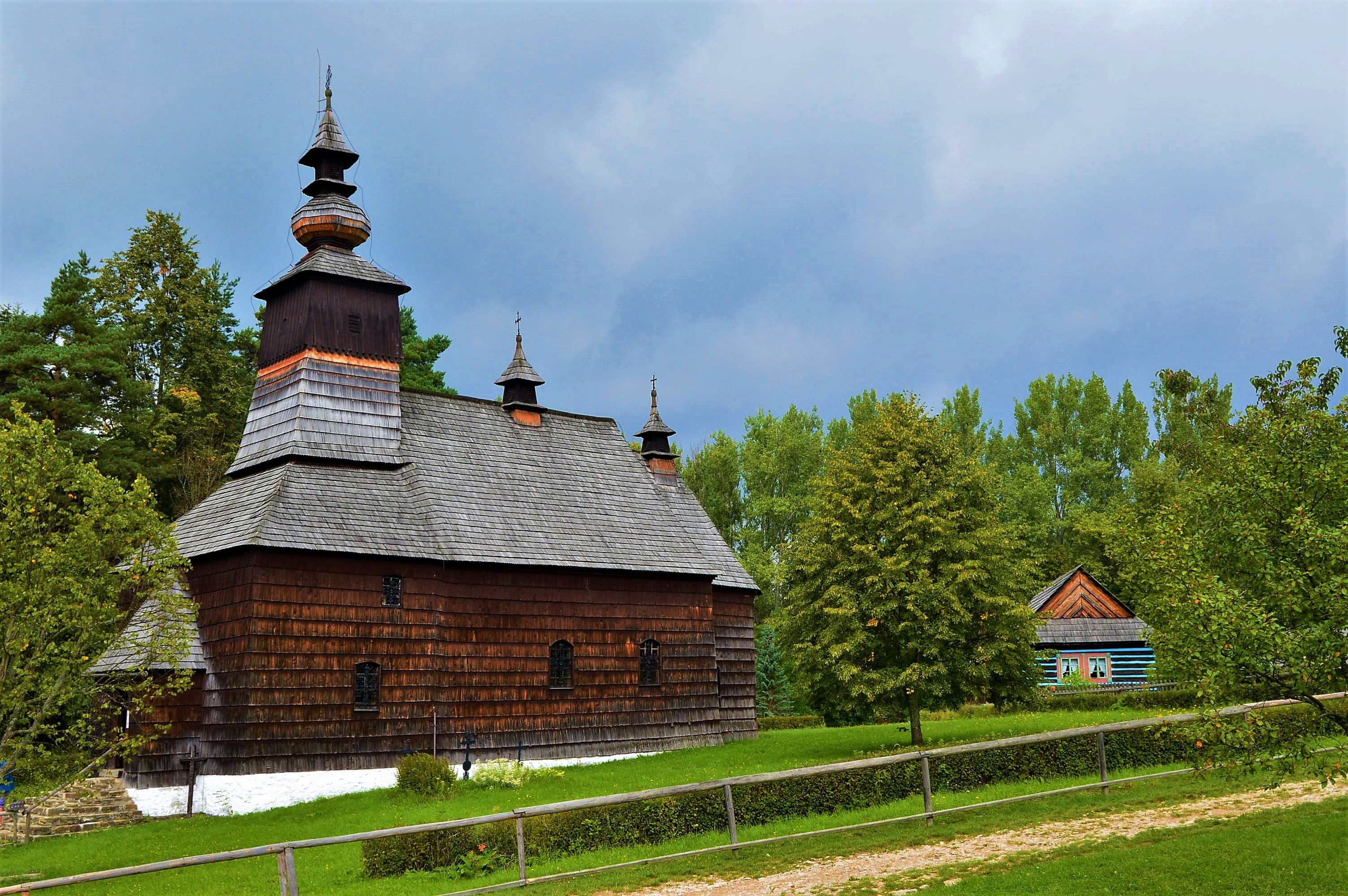
Chrám svatého Michala archanděla
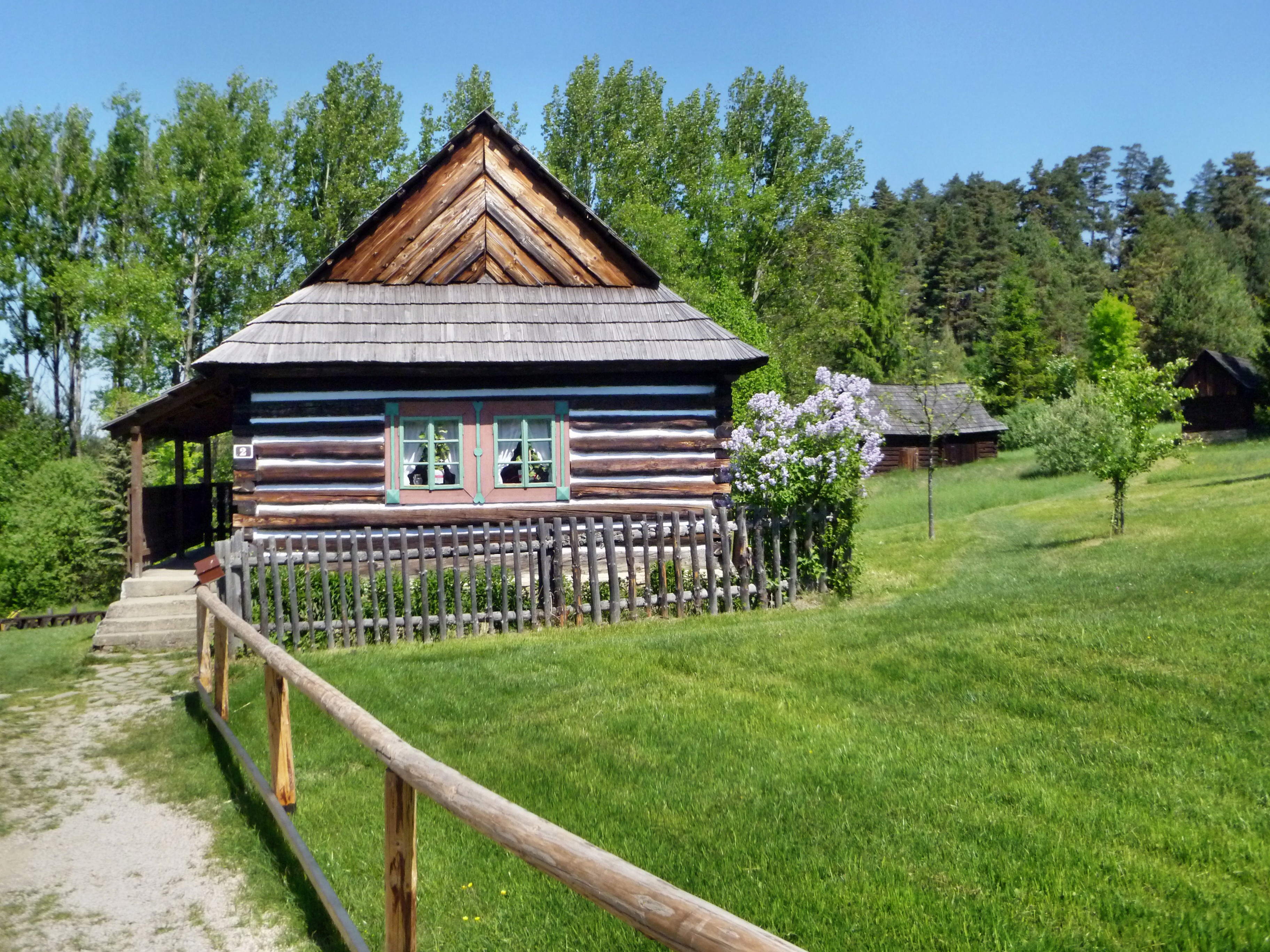
Dum z Velkého Lipníku
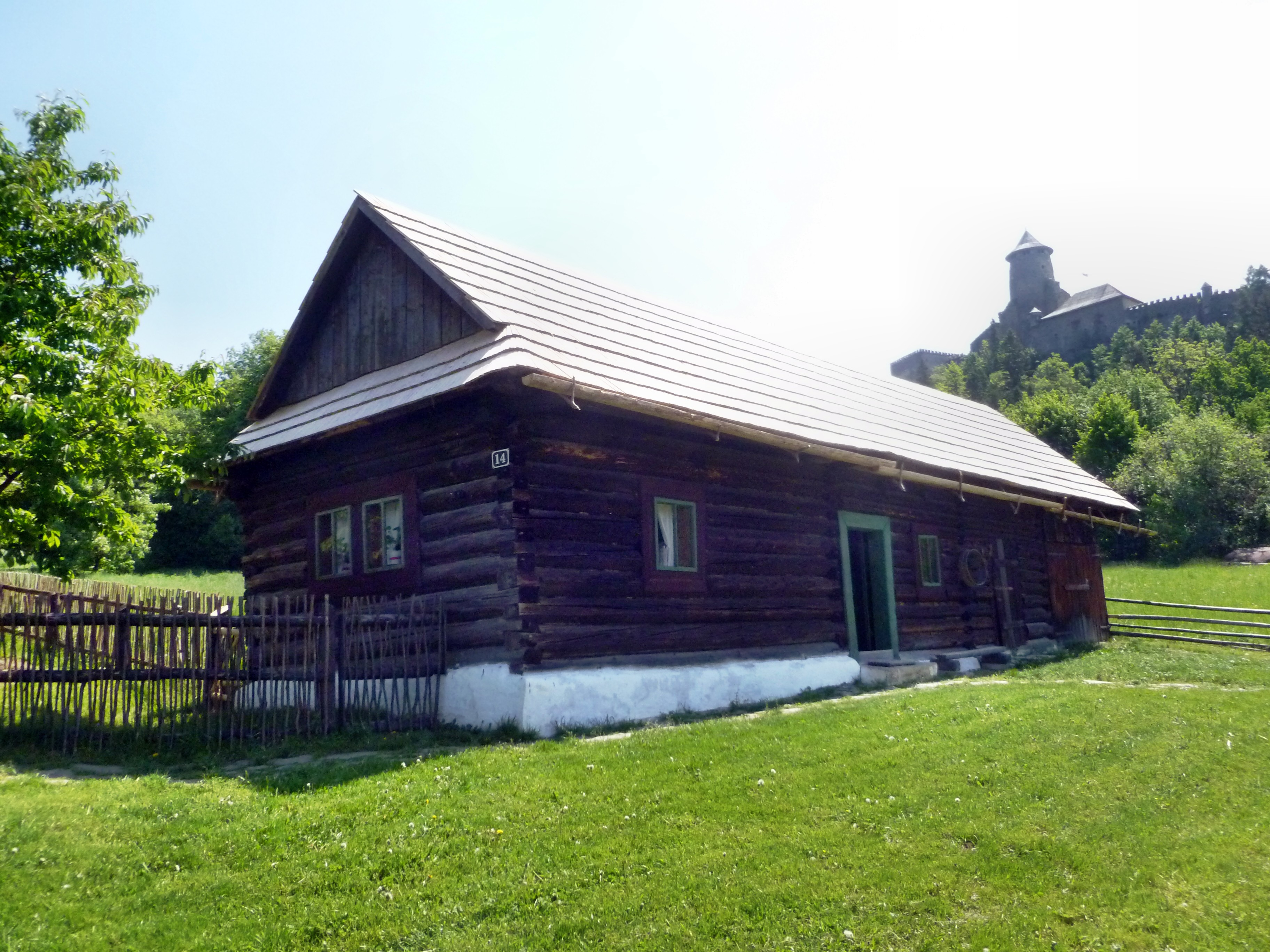
Dům z Kamienky
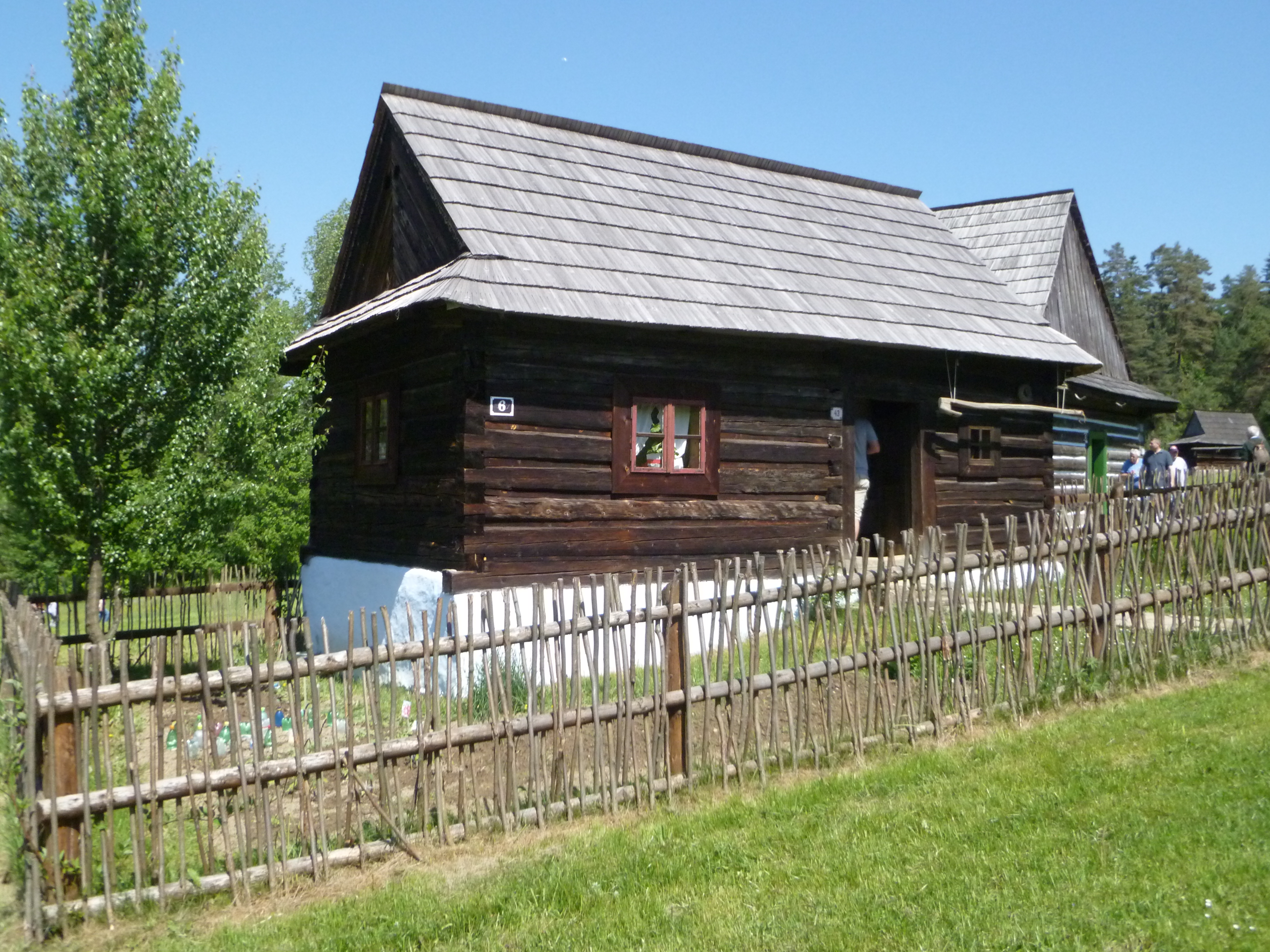
Dům z Litmanové
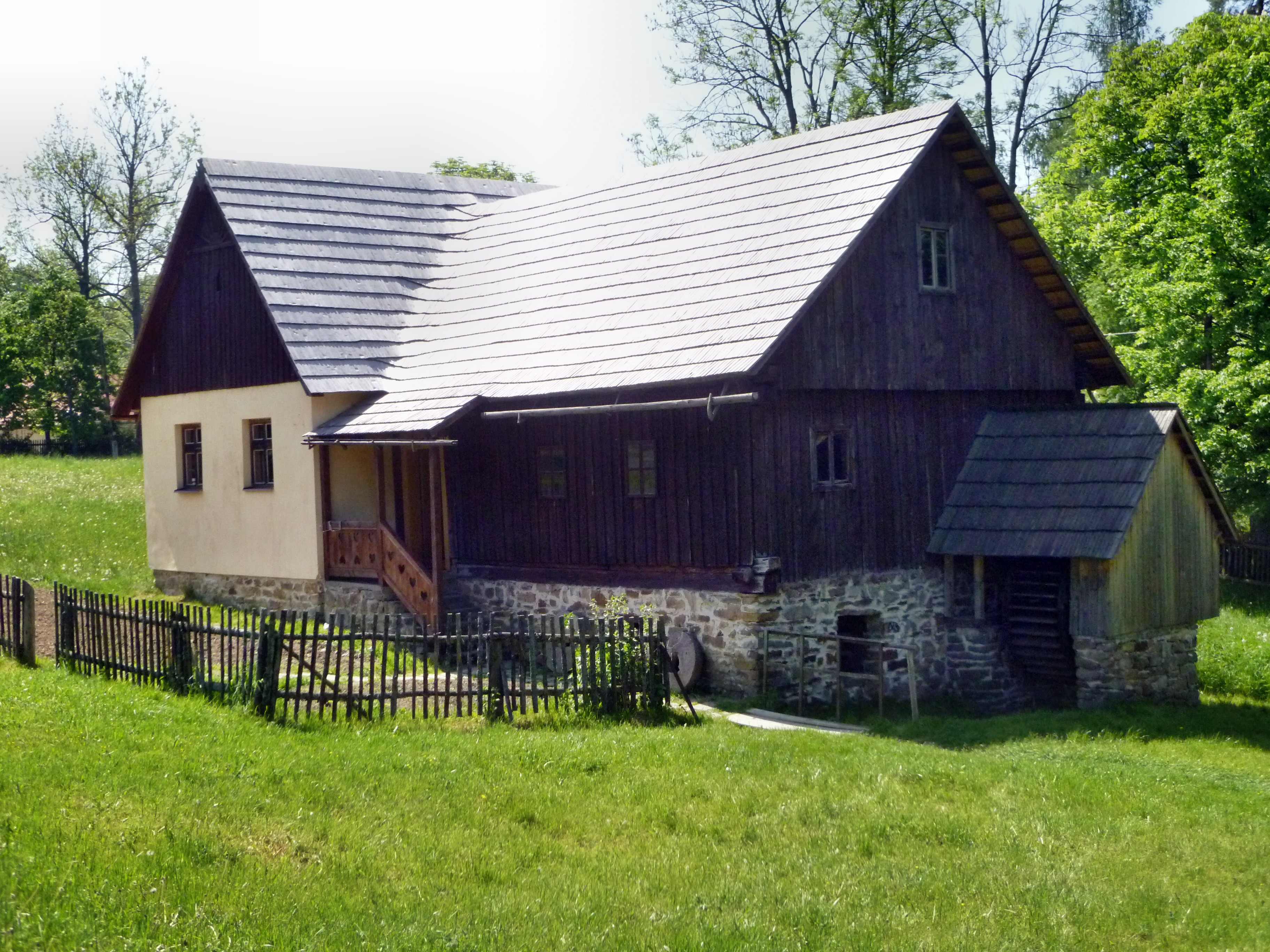
Mlýn ze Sulína
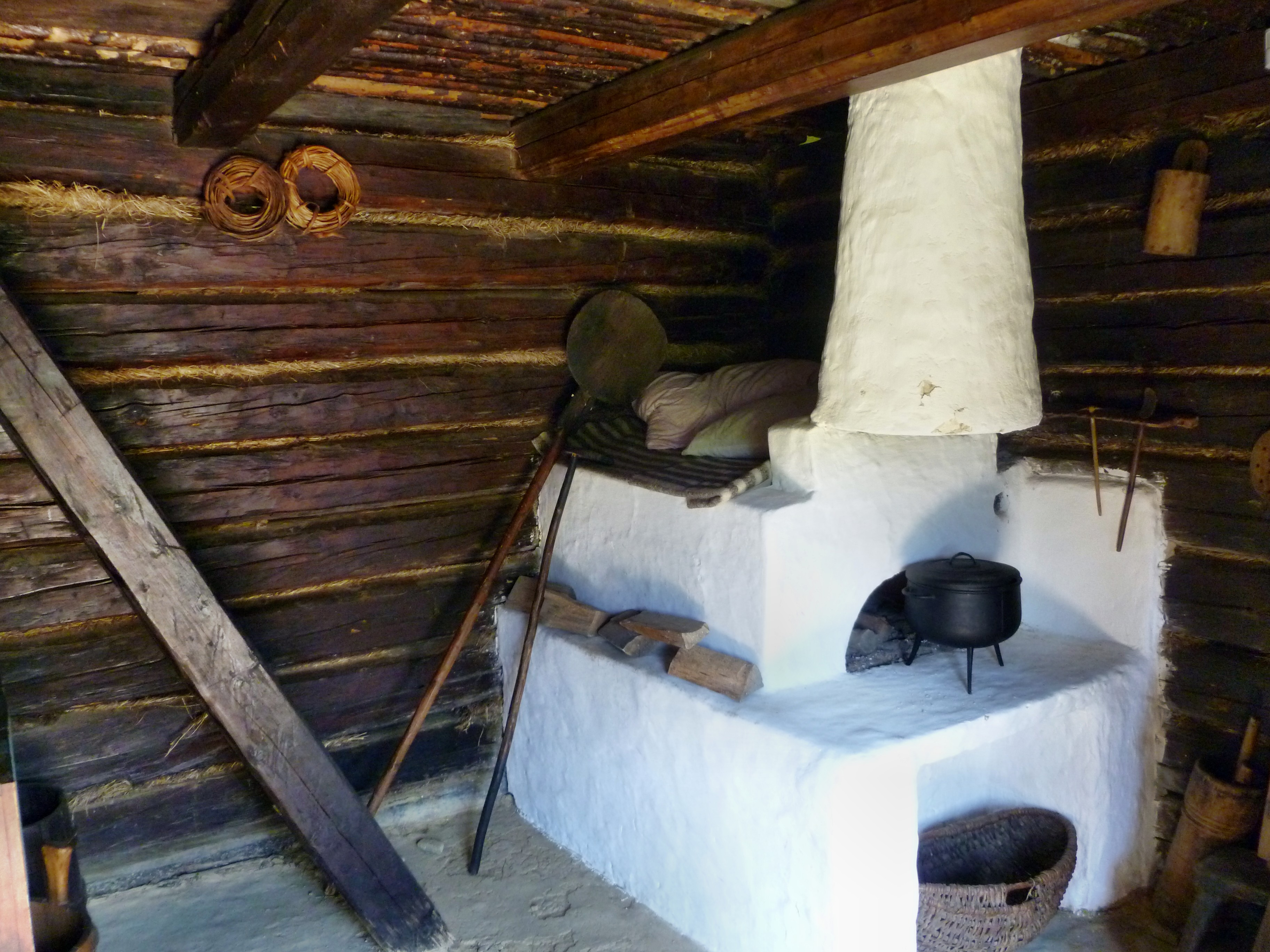
Pec na pečení chleba